# 모르스코이 자치구

모르스코이 자치구(러시아어: Морской округ)는 러시아 바실레오스트롭스키 구에 위치한 자치구이다.